# Туркменский манат
Мана́т (туркм. manat) — денежная единица Туркменистана. 1 манат = 100 тенге. Буквенный код ISO 4217 — TMT, цифровой — 934. В настоящее время выпускаются монеты в 10, 20, 50 тенге и 1 и 2 маната; банкноты в 1, 5, 10, 20, 50 и 100 манатов.
Манат был введён в обращение с 1 ноября 1993 года. До этого времени с момента провозглашения независимости в качестве платёжного средства в Туркменистане имели хождение советские и российские рубли. Обмен рублей на манаты производился в соотношении: 1 манат = 500 рублей, максимально на руки один совершеннолетний гражданин Туркменистана мог получить до 60 манатов.
С 1 января 2009 года правительство провело деноминацию: 5000 старых манатов (код ISO 4217 — TMM) были заменены 1 новым (TMT). Обмен денежных знаков производился в течение 2009—2010 годов без ограничения суммы. Старые денежные знаки использовались в обращении до 31 декабря 2009 года.
В Общероссийском классификаторе валют национальная валюта Туркменистана называлась:
- TMM — до 1 января 2009 года манатом;
- TMT — c 1 января 2009 года новым туркменским манатом, затем новым манатом, в настоящее время опять новым туркменским манатом.

## Монеты

### Монеты образца 1993—1999 года
| Изображение | Номинал      | Материал             | Диаметр (мм) | Толщина (мм) | Масса (г) | Гурт     | Год выпуска |
| ----------- | ------------ | -------------------- | ------------ | ------------ | --------- | -------- | ----------- |
|             | 1 тенге      | сталь, плак. медью   | 16           | 1,4          | 1,87      | гладкий  | 1993        |
|             | 5 тенге      | сталь, плак. медью   | 20           | 1,5          | 2,92      | гладкий  | 1993        |
|             | 10 тенге     | сталь, плак. медью   | 22,5         | 1,65         | 4,45      | гладкий  | 1993        |
|             | 20 тенге     | сталь, плак. никелем | 21           | 1,65         | 3,62      | рубчатый | 1993        |
|             | 50 тенге     | сталь, плак. никелем | 24           | 1,65         | 4,92      | рубчатый | 1993        |
|             | 500 манатов  | сталь, плак. никелем | 21           | 1,55         | 3,51      | рубчатый | 1999        |
|             | 1000 манатов | сталь, плак. никелем | 24           | 1,65         | 4,86      | рубчатый | 1999        |

### Монеты образца 2009—2010 года

Сравнительные размеры

На аверсах всех монет изображён Монумент Независимости Туркменистана на фоне контуров карты страны.
| Изображение | Номинал  | Материал                          | Диаметр (мм) | Толщина (мм) | Масса (г) | Гурт                                      | Год выпуска |
| ----------- | -------- | --------------------------------- | ------------ | ------------ | --------- | ----------------------------------------- | ----------- |
|             | 1 тенге  | сталь, плак. никелем              | 16           | 1,52         | 2         | гладкий                                   | 2009        |
|             | 2 тенге  | сталь, плак. никелем              | 18           | 1,8          | 3         | рубчатый                                  | 2009        |
|             | 5 тенге  | сталь, плак. никелем              | 20           | 1,89         | 4,0       | гладкий                                   | 2009        |
|             | 10 тенге | латунь                            | 22           | 1,85         | 5,0       | прерывисто- рубчатый                      | 2009        |
|             | 20 тенге | латунь                            | 24           | 1,96         | 6,5       | гладкий                                   | 2009        |
|             | 50 тенге | латунь                            | 26           | 2,03         | 8,0       | рубчатый                                  | 2009        |
|             | 1 манат  | кольцо: латунь центр: медь+никель | 27           | 2,2          | 9,5       | рубчатый со звёздами и надписью BIR MANAT | 2010        |
|             | 2 маната | кольцо: медь+никель центр: латунь | 28           | 2,4          | 11        | рубчатый с 8-конечными звёздами           | 2010        |

### Памятные монеты
Памятные и юбилейные монеты выпускаются Центральным банком Туркменистана из драгоценных металлов (золото — номиналом 2, 10, 20, 50, 500 и 1000 манатов и без номинала, серебро — номиналом 1, 10, 20, 50, 500 и 1000 манатов и без номинала, биметаллические (золото + серебро) — номиналом 1000 манатов и платина — без номинала). Первая монета, посвящённая 54-летию Сапармурата Ниязова, была выпущена в 1994 году.
По состоянию на май 2016 года было выпущено 166 разновидностей памятных монет, в том числе 91 из серебра 925 пробы, 58 из золота 917 пробы, 10 из золота 999 пробы, 1 биметаллическая (золото + серебро) и 1 из платины 917 пробы.

## Банкноты

### Банкноты образца 1993—2005 года
На банкнотах номиналом 1-500 манатов, выпущенных в 1993 году, отсутствует обозначение года выпуска; банкноты номиналом 20-500 манатов, выпущенные в 1995 году, отличаются от первых только её наличием (на лицевой стороне справа от подписи председателя Центрального банка). На банкнотах номиналом до 500 манатов используются некоторые буквы (¥, $), изменившие начертание в современном туркменском алфавите. Портрет Сапармурата Ниязова изображался на банкнотах номиналом 10—10 000 манатов.
Водяной знак — изображение ахалтекинской лошади; на банкноте 10 000 манатов 2005 года — портрет Сапармурата Ниязова.
| Изображение                                                                                           | Изображение       | Номинал (манатов) | Размеры (мм) | Основные цвета            | Описание                                                                                         | Описание                                       | Даты           | Даты            |
| Лицевая сторона                                                                                       | Оборотная сторона | Номинал (манатов) | Размеры (мм) | Основные цвета            | Лицевая сторона                                                                                  | Оборотная сторона                              | печати         | изъятия         |
| --- | ----------------- | ----------------- | ------------ | ------------------------- | ------------------------------------------------------------------------------------------------ | ---------------------------------------------- | -------------- | --------------- |
| |                   | 1                 | 120×60       | красный розовый           | здание Академии наук Туркменистана, национальное украшение                                       | Мавзолей Иль-Арслана                           | 1993           | 31 декабря 2009 |
| |                   | 5                 | 126×63       | синий голубой             | Музыкальное училище им. Д. Овезова, ритон                                                        | Мавзолей Абу-Саида                             | 1993           | 31 декабря 2009 |
| |                   | 10                | 132×66       | оранжевый розовый         | портрет Сапармурата Ниязова, здание Кабинета министров Туркменистана                             | Мавзолей Текеша                                | 1993           | 31 декабря 2009 |
| |                   | 20                | 138×69       | зелёный                   | портрет Сапармурата Ниязова, здание Национальной Библиотеки                                      | Мавзолей Астана-баба                           | 1993 1995      | 31 декабря 2009 |
| |                   | 50                | 144×72       | коричневый бурый          | портрет Сапармурата Ниязова, мемориал воинам Туркменистана, павшим в Великой Отечественной войне | Мечеть в Аннау                                 | 1993 1995      | 31 декабря 2009 |
| |                   | 100               | 150×75       | синий голубой оранжевый   | портрет Сапармурата Ниязова, здание Меджлиса                                                     | Мавзолей Санджара                              | 1993 1995      | 31 декабря 2009 |
| |                   | 500               | 156×78       | бордовый                  | портрет Сапармурата Ниязова, здание Театра драмы им. Молланепеса                                 | Мавзолей Тюрабек-ханым                         | 1993 1995      | 31 декабря 2009 |
| |                   | 1000              | 156×78       | зелёный оранжевый розовый | портрет Сапармурата Ниязова, здание Меджлиса                                                     | Герб Туркменистана в орнаментальном обрамлении | 1995           | 31 декабря 2009 |
| |                   | 5000              | 156×78       | фиолетовый красный        | портрет Сапармурата Ниязова, здание Меджлиса                                                     | Герб Туркменистана в орнаментальном обрамлении | 1996 1999 2000 | 31 декабря 2009 |
| |                   | 10 000            | 156×78       | серо-голубой желтоватый   | портрет Сапармурата Ниязова, здание Меджлиса                                                     | Герб Туркменистана в орнаментальном обрамлении | 1996           | 31 декабря 2009 |
| |                   | 10 000            | 156×78       | серо-голубой желтоватый   | портрет Сапармурата Ниязова, здание Президентского Дворца                                        | Мечеть Сапармурата-хаджи                       | 1998           | 31 декабря 2009 |
| |                   | 10 000            | 156×78       | серо-голубой желтоватый   | портрет Сапармурата Ниязова, здание Президентского Дворца                                        | Мечеть Сапармурата-хаджи                       | 1999           | 31 декабря 2009 |
| |                   | 10 000            | 156×78       | серо-голубой желтоватый   | портрет Сапармурата Ниязова, здание Президентского Дворца                                        | Арка нейтралитета, Дворец Рухиет               | 2000           | 31 декабря 2009 |
| |                   | 10 000            | 156×78       | оранжевый зелёный         | портрет Сапармурата Ниязова, здание Президентского Дворца                                        | Монумент Независимости Туркменистана           | 2003           | 31 декабря 2009 |
| |                   | 10 000            | 156×78       | оранжевый зелёный         | портрет Сапармурата Ниязова, здание Президентского Дворца                                        | Монумент Независимости Туркменистана           | 2005           | 31 декабря 2009 |
| Масштаб изображений — 1,0 пикселя на миллиметр. Даты, обозначенные курсивом, на банкнотах не указаны. |                   |                   |              |                           |                                                                                                  |                                                |                |                 |

### Банкноты образца 2005 года
Водяной знак — портрет Сапармурата Ниязова.
| Изображение                                     | Изображение       | Номинал (манатов) | Размеры (мм) | Основные цвета       | Описание                    | Описание                                | Даты            | Даты   | Даты            |
| Лицевая сторона                                 | Оборотная сторона | Номинал (манатов) | Размеры (мм) | Основные цвета       | Лицевая сторона             | Оборотная сторона                       | введения        | печати | изъятия         |
| ----------------------------------------------- | ----------------- | ----------------- | ------------ | -------------------- | --------------------------- | --------------------------------------- | --------------- | ------ | --------------- |
|                                                 |                   | 50                | 144×72       | фиолетовый           | портрет Сапармурата Ниязова | Ахалтекинская лошадь                    | 26 октября 2005 | 2005   | 31 декабря 2009 |
|                                                 |                   | 100               | 150×75       | розовый красный      | портрет Сапармурата Ниязова | здание Центрального банка Туркменистана | 26 октября 2005 | 2005   | 31 декабря 2009 |
|                                                 |                   | 500               | 156×78       | оранжевый коричневый | портрет Сапармурата Ниязова | национальные украшения                  | 26 октября 2005 | 2005   | 31 декабря 2009 |
|                                                 |                   | 1000              | 156×78       | зелёный              | портрет Сапармурата Ниязова | Президентский дворец в Ашхабаде         | 26 октября 2005 | 2005   | 31 декабря 2009 |
|                                                 |                   | 5000              | 156×78       | голубой синий        | портрет Сапармурата Ниязова | Президентский дворец в Ашхабаде         | 26 октября 2005 | 2005   | 31 декабря 2009 |
| Масштаб изображений — 1,0 пикселя на миллиметр. |                   |                   |              |                      |                             |                                         |                 |        |                 |

### Банкноты образца 2009—2014 года
1 января 2009 года вступили в обращение монеты и банкноты деноминированного маната. 1 манат нового образца заменил 5000 старых манатов. Таким образом, самая крупная банкнота, находившаяся в обращении (10 тысяч манатов), была приравнена к 2 новым манатам. Весь 2009 год в обиходе использовались оба вида манатов, в течение 2010 года существовала возможность обмена банкнот старого образца на новые.
На новых банкнотах достоинством 1, 5, 10, 20, 50, 100 манатов, утвержденных президентом Гурбангулы Бердымухамедовым, изображены прославившие туркменский народ великие исторические личности и архитектурные памятники Туркменистана. Помимо этого, вошли в обращение и монеты достоинством 1, 2, 5, 10, 20 и 50 тенге (2009 год), 1 и 2 маната (2010 год).
В 2012 году Центральный банк Туркменистана ввёл модифицированные банкноты номиналами 1, 5, 10 и 20 манатов.
В 2014 году Центральный банк выпустил в обращение модифицированные банкноты номиналами в 1, 50 и 100 манатов.
| Изображение                                     | Изображение       | Номинал (манатов) | Размеры (мм) | Основные цвета       | Описание                    | Описание | Год выпуска |
| Лицевая сторона                                 | Оборотная сторона | Номинал (манатов) | Размеры (мм) | Основные цвета       | Лицевая сторона             | Оборотная сторона | Год выпуска |
| ----------------------------------------------- | ----------------- | ----------------- | ------------ | -------------------- | --------------------------- | --- | ----------- |
|                                                 |                   | 1                 | 120×60       | зелёный оранжевый    | портрет Тогрул-бека         | Национальный культурный центр имени великого Сапармурата Туркменбаши / Государственный культурный центр Туркменистана | 2009        |
|                                                 |                   | 1                 | 120×60       | зелёный оранжевый    | портрет Тогрул-бека         | Национальный культурный центр имени великого Сапармурата Туркменбаши / Государственный культурный центр Туркменистана | 2012        |
|                                                 |                   | 1                 | 120×60       | зелёный оранжевый    | портрет Тогрул-бека         | Национальный культурный центр имени великого Сапармурата Туркменбаши / Государственный культурный центр Туркменистана | 2014        |
|                                                 |                   | 5                 | 126×63       | коричневый оливковый | портрет Ахмада Санджара     | Арка Нейтралитета | 2009        |
|                                                 |                   | 5                 | 126×63       | коричневый оливковый | портрет Ахмада Санджара     | Арка Нейтралитета | 2012        |
|                                                 |                   | 10                | 132×66       | красный розовый      | портрет Махтумкули          | здание Центрального банка Туркменистана                                                                               | 2009        |
|                                                 |                   | 10                | 132×66       | красный розовый      | портрет Махтумкули          | здание Центрального банка Туркменистана                                                                               | 2012        |
|                                                 |                   | 20                | 138×69       | фиолетовый лиловый   | портрет Гёроглы             | Дворец Рухыет | 2009        |
|                                                 |                   | 20                | 138×69       | фиолетовый лиловый   | портрет Гёроглы             | Дворец Рухыет | 2012        |
|                                                 |                   | 50                | 144×72       | зелёный серый        | портрет Коркыта             | здание Меджлиса Туркменистана                                                                                         | 2009        |
|                                                 |                   | 50                | 144×72       | зелёный серый        | портрет Коркыта             | здание Меджлиса Туркменистана                                                                                         | 2014        |
|                                                 |                   | 100               | 150×75       | синий голубой        | портрет Огуз-хана           | Президентский дворец в Ашхабаде                                                                                       | 2009        |
|                                                 |                   | 100               | 150×75       | синий голубой        | портрет Огуз-хана           | дворцовый комплекс «Огузхан»                                                                                          | 2014        |
|                                                 |                   | 500               | 156×78       | коричневый жёлтый    | портрет Сапармурата Ниязова | Мечеть Туркменбаши Рухы                                                                                               | не выпущена |
| Масштаб изображений — 1,0 пикселя на миллиметр. |                   |                   |              |                      |                             | |             |

## Памятные банкноты

### Азиатские игры в помещениях (2017)[5]
В 2017 году была выпущена памятная серия банкнот, посвящённая объектам Олимпийского городка в Ашхабаде. Выпуск банкнот номиналом от 1 до 100 манат состоялся в преддверии Азиатских игр в помещениях 2017 года. Отличием этой серии от предыдущих выпусков стали частично изменённые оттенки цветов банкнот, а также заменой традиционных изображений достопримечательностей Туркменистана на изображения объектов Олимпийского городка.

### 25-летие нейтралитета Туркменистана (2020)[6]
В декабре 2020 года Центральный банк Туркменистана по случаю 25-й годовщины нейтралитета страны ввели в обращение новые модифицированные банкноты достоинством в 1, 5, 10, 20, 50 и 100 манатов. Цвет и дизайн лицевой стороны банкнот в целом сохранены. На фронтальной стороне банкнот изображён символ года «Туркменистан — родина Нейтралитета», на тыльной стороне банкнот изображены Международный морской порт Туркменбаши и Монумент Конституции, а также ранее изображённые здания на банкнотах выпуска 2014 года.

## Режим валютного курса
В Туркменистане с января 2015 года действует искусственный государственный курс доллара США, установленный на уровне 3,5 туркменских манатов. С этого времени власти стали ограничивать свободный обмен валюты для населения. Официально обменять манаты на доллары в Туркменистане невозможно, так как с января 2016 года Центробанк запретил конвертацию валюты для физических лиц; исключение сделано только для родителей туркменских студентов, вносящих плату за обучение своих детей в иностранных вузах, не более 50 долларов США в месяц. Курс доллара на «черном рынке» более, чем в 10 раз выше официального, на начало 2021 года он составлял около 34 туркменских манатов за доллар США, на конец года он составил более 40 туркменских манатов за доллар США. В связи с этим, средние заработные платы населения составляют около 25 долларов США, что не соответствует ценам импортной продукции. Также приобретение долларов США на «черном рынке» доступно исключительно ключевым предпринимателям, для импорта зарубежной продукции (автомобилей, бытовой техники, электроники, продуктов питания и т. п.). В связи с многочисленными жалобами со стороны жителей Туркменистана о невозможности приобретения товаров от зарубежных производителей и с виртуальных торговых площадок, в 2022 году, во избежание распространения информации о проблемах с долларом США, Акционерный коммерческий банк «Рысгал» фиктивно запустил международную платёжную систему «MasterCard». Пополнение этих карт производится исключительно в долларах США, что по факту невозможно для жителей Туркменистана.